# 孫國禎
孫國禎（1584年—1639年），字應寰，浙江寧波府慈谿縣人，明朝政治人物。

## 生平
萬曆四十年（1612年）壬子科浙江鄉試舉人，四十一年（1613年）癸丑科進士。授福建侯官縣知縣，四十三年（1615年）調福安縣知縣，四十四年（1616年）升太僕寺少卿，四十五年（1617年）調太常寺少卿，升太常寺卿。天啟七年（1627年）五月遷都察院右副都御史、巡撫登萊，崇禎二年（1629年）正月罷官閑住。